# Hydrodémolition

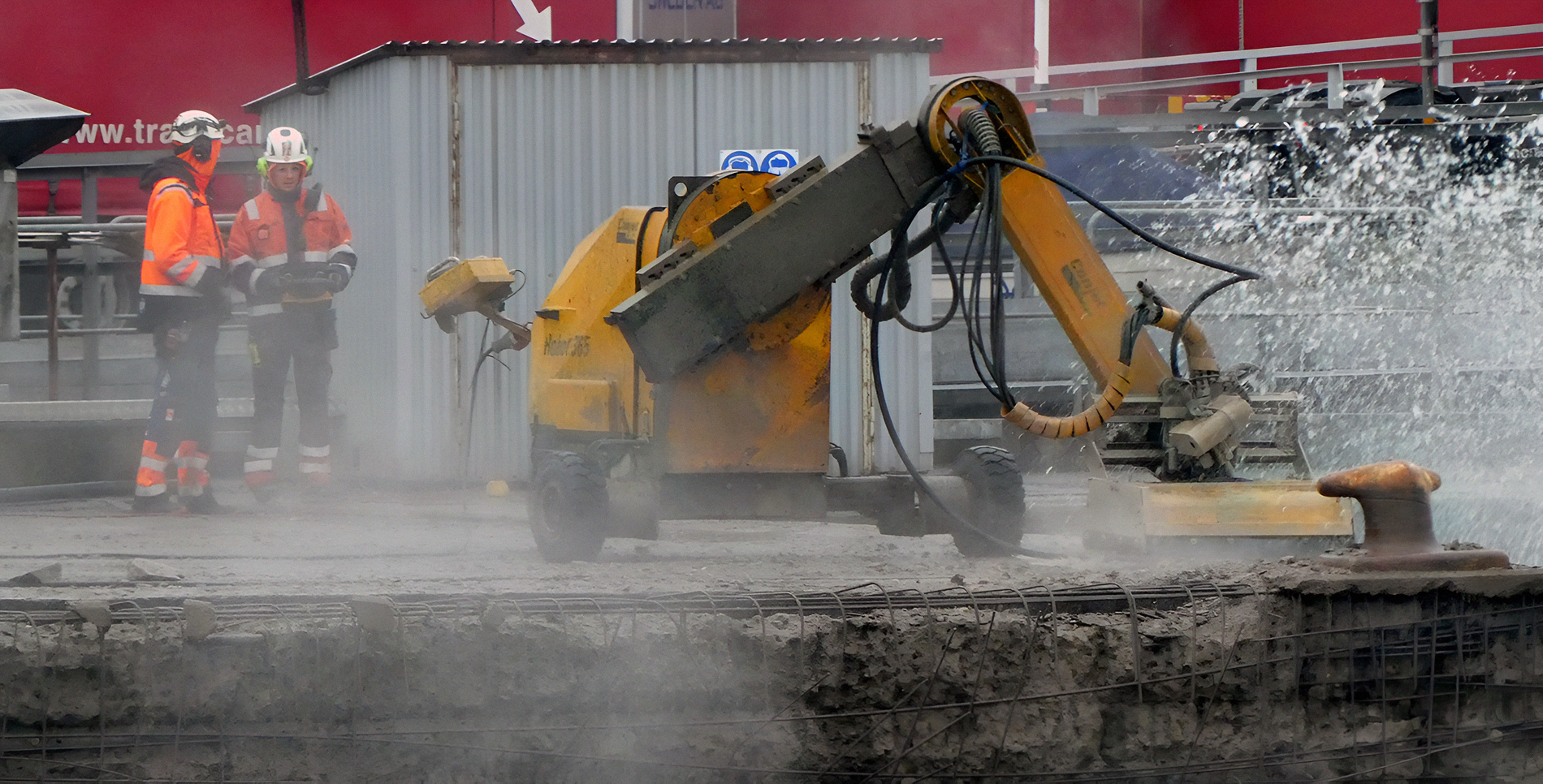
Hydrodémolition dans le port de Ystad 2020.

L’hydrodémolition est une méthode de destruction du béton qui utilise un jet d'eau à haute pression pour enlever le béton détérioré.
Cette méthode permet d'obtenir une surface rugueuse, bien adaptée à l'application d'un nouveau matériau de réparation.
Développée en Europe dans les années 1970, cette technologie est largement utilisée pour les opérations d'enlèvement de couches de béton et pour la préparation de surfaces.
L'hydrodémolition est moins utilisée pour la démolition que pour la réparation des surfaces. Quand le béton s'est détérioré ou que l'armature s'est corrodée, il devient nécessaire de retirer le béton enrobant l'armature et de le remplacer par une nouvelle couche de béton.
Dans certains cas, on procède de la même manière avec du béton sain, lorsqu'il est nécessaire de le retirer, par exemple pour installer une protection cathodique, ou lorsque les vibrations induites par la démolition pourraient être dangereuses pour l'ouvrage. Contrairement aux marteaux-piqueurs, l'hydrodémolition ne produit que très peu de vibrations, et donc évite la création de micro-fissures.

## Applications
L'hydrodémolition peut être utilisée pour la destruction de surfaces horizontales ou verticales de béton armé ou non armé. Cette technique est efficace pour retirer le béton autour d'éléments métalliques comme l'armature, les joints de dilatation, les ancrages, ainsi que les diverses pièces métalliques spéciales incorporées au béton. On peut utiliser cette technique aussi bien pour des interventions localisées que pour traiter de grandes surfaces.

## Machinerie
L'hydrodémolition peut s'effectuer de manière robotisée, avec un chariot mobile portant le jet à haute pression. Pour les interventions localisées, ou dans les cas où l'élément à traiter est difficile d'accès, l'opérateur travaille avec une lance tenue à la main.
Une pompe hydraulique, en principe fixe, envoie par un tuyau flexible l'eau nécessaire au processus. Les pressions utilisées sont supérieures à 1000 bar.

## Sécurité
Un procédé suffisamment puissant pour découper du béton peut également couper la peau et les os. Les opérateurs en hydrodémolition portent un équipement de protection complet. Lors d'opérations robotisées, les opérateurs portent des bottes renforcées, des lunettes de protection, des protections auditives et un casque. Les opérateurs travaillant à la lance portent en plus des protections du corps contre les impacts.